# Wasserbourg
Wasserbourg település Franciaországban, Haut-Rhin megyében. Lakosainak száma 467 fő (2022. január 1.). Wasserbourg Gueberschwihr, Soultzmatt, Rouffach, Lautenbach, Linthal, Luttenbach-près-Munster, Eschbach-au-Val, Griesbach-au-Val és Soultzbach-les-Bains községekkel határos.

## Népesség
A település népessége az elmúlt években az alábbi módon változott:
| Lakosok száma | 457  | 463  | 473  | 463  | 467  | 471  | 475  | 471  | 467  |
|               | 2013 | 2015 | 2016 | 2017 | 2018 | 2019 | 2020 | 2021 | 2022 |